# 貝爾納島
66°40′S 140°2′E / 66.667°S 140.033°E
貝爾納島是南極洲的島嶼，位於阿黛利地，長0.4公里，屬於地質學群島的一部分，處於佩特雷爾島以東0.5公里，在1951年由法國探險隊繪入地圖，並以該國的生理學家克洛德·貝爾納命名。